# Maksim Osipenko
Maksim Aleksandrovich Osipenko (Omsk, 16 de mayo de 1994) es un futbolista ruso. Juega de defensa y su equipo es el F. C. Dinamo Moscú de la Liga Premier de Rusia.

## Selección nacional
Ha jugado once partidos con la selección de fútbol de Rusia.

## Clubes
| Club                 | País  | Año       |
| -------------------- | ----- | --------- |
| F. C. Irtysh Omsk    | Rusia | 2013-2016 |
| F. C. Fakel Vorónezh | Rusia | 2016-2019 |
| F. C. Tambov         | Rusia | 2019      |
| F. C. Rostov         | Rusia | 2020-2025 |
| F. C. Dinamo Moscú   | Rusia | 2025-     |